# Krasnoarmeiski (Kavkázskaya, Krasnodar)
Krasnoarmeiski (del ruso: Красноармейский) es un posiólok del raión de Kavkázskaya del krai de Krasnodar, en el sur de Rusia. Está situado en las tierras bajas de Kubán-Azov, 16 km al oeste de Kropotkin y 140 km al nordeste de Krasnodar, la capital del krai. Tenía 108 habitantes en 2010.
Pertenece al municipio Mirskoye.